# Parlamentswahl in Gibraltar 1996
- GSLP: 7
- GSD: 8

Die Parlamentswahl in Gibraltar 1996 fand am 16. Mai des Jahres statt.

## Ergebnis
Sie wurde von den Gibraltar Social Democrats (GSD) von Peter Caruana gewonnen, die 52,2 % der Stimmen und 8 der 15 verfügbaren Sitze übernahmen und damit zum ersten Mal den Sieg davontrugen.
| Parlamentswahl von Gibraltar 1996 | Parlamentswahl von Gibraltar 1996 | Parlamentswahl von Gibraltar 1996 | Parlamentswahl von Gibraltar 1996 | Parlamentswahl von Gibraltar 1996 | Parlamentswahl von Gibraltar 1996 | Parlamentswahl von Gibraltar 1996 |
| Partei                            | Partei                            | Stimmen                           | %                                 | ±                                 | Sitze                             | ±                                 |
| --------------------------------- | --------------------------------- | --------------------------------- | --------------------------------- | --------------------------------- | --------------------------------- | --------------------------------- |
|                                   | Gibraltar Social Democrats        | 66.190                            | 52,20 %                           | ▲31,98 %                          | 8                                 | ▲1                                |
|                                   | Gibraltar Socialist Labour Party  | 54.463                            | 42,95 %                           | ▼30,12 %                          | 7                                 | ▼1                                |
|                                   | National Party of Gibraltar       | 5.932                             | 4,68 %                            | ▲0,02 %                           | 0                                 | ▬                                 |
|                                   | Unabhängige                       | 214                               | 0,17 %                            |                                   | 0                                 |                                   |
| Gesamt                            | Gesamt                            | 126.799                           | 100 %                             |                                   | 15                                | ▬                                 |